# Betty Blue – 37,2 grader om morgenen
Betty Blue – 37,2 grader om morgenen (fransk: 37°2 le matin) er en fransk film fra 1986, instrueret af Jean-Jacques Beineix, med Béatrice Dalle og Jean-Hugues Anglade i hovedrollerne. Den er baseret på en roman fra 1985 med samme franske titel af Philippe Djian. Filmen blev nomineret til både en Bafta og en Oscar i 1986, begge for "Bedste fremmedsprogede film".
Filmen vandt stor anerkendelse på grund af Gabriel Yareds musik og Jean-François Robins billeder og blev en af flere trendsættere for 1980'ernes franske film.
Titlen hentyder til, at morgentemperaturen for en gravid kvinde normalt er 37,2 °C.
Filmen blev i 2005 udsendt i en director's cut-udgave på 186 minutter, mere end en time længere end den oprindelige biografversion.

## Handling
Zorg (Jean-Hugues Anglade), en 34-årig forfatterspire, er handymand for et lille beboelsesområde af træhuse på en strand i Sydfrankrig. Han er kæreste med den 19-årige, lidenskabelige og energiske Betty (Béatrice Dalle). Efter et opgør med Zorgs chef brænder hun hans hus ned, og parret flytter til udkanten af Paris, hvor Bettys ven Lisa (Consuelo de Haviland) har et hotel. Bettys temperament kommer imidlertid i vejen igen, og hun begynder at ønske at blive gravid - deraf filmens titel.
Men Betty bliver ikke gravid, og samtidig afvises Zorgs manuskript fra flere forlag. Betty synker ned i en depression, og parret falder videre mod selvdestruktion, til hun bliver indlagt på et psykiatrisk hospital. Hendes sindslidelse forværes, og Zorg ser ikke anden udvej end at slå hende ihjel - netop som hans manuskript accepteres af et forlag. Herefter finder Zorg ro til at skrive igen.

## Medvirkende
- Béatrice Dalle: Betty
- Jean-Hugues Anglad: Zorg
- Gérard Darmon: Eddy
- Consuelo de Haviland: Lisa
- Clémentine Célarié: Annie
- Jacques Mathou: Bob
- Vincent Lindon: Richard (ung politibetjent)